# Zamek czasowy
Zamek czasowy – zamek wyposażony w mechanizm zegarowy umożliwiający ustawienie czasów otwarcia lub opóźnienia czasu otwarcia. 